# Баймацький район
Байма́цький райо́н (рос. Байма́цкий район; башк. Баймаҡ районы) — муніципальне утворення у складі Республіки Башкортостан Російської Федерації.
Адміністративний центр — місто Баймак, відстань від якого до Уфи по повітряній прямій 275 км, по автомобільній дорозі 489 км.

## Географічне положення
Район розташований в південно-східній частині Башкортостану. На сході межує з міським округом Сібай і з Челябінською областю. Площа території муніципального району — 5432 км².
У геологічному відношенні територію району охоплюють тектонічні структури Тагіло-Магнітогорського прогинання і Уралтауського підняття. Розвідані родовища колчеданових руд (Сібайське, Бакиртауське, Таштауське, Балта-Тауське, Камаганське і ін.), рудного золота (Східно-Семеновське, Каїнтубанське, Юлалінське і ін.), розсипного золота (Карасазьке, Худолазьке, Шуралінське і ін.), цеоліту (Сібайське), виробничих каменів (близько 20 родовищ), вапняку, цегляної сировини і ін.
Північно-західну частину району займає хребет Уралтау з найбільш пониженим і вирівняним, але достатньо зволоженим відрізком, покритим лісом з сосни, берези і осики. Пониження між хребтами Уралтау і Ірендик має мелкосопочний рельєф, покрито ковильно-різнотравним степом на огрядних чорноземах, значно розорано, характеризується посушливістю. Хребет Ірендик, що перетинає територію району в меридіональному напрямі, має ширину 10-20 км, середня висота 700–800 м на півночі і 400–500 м — на півдні; острівні березові ліси, місцями з домішкою модрини; малопотужні і еродовані ґрунти з виходом на поверхню щільних корінних порід. Східна вузька смуга території району є відрізком Зауральської грядово-мелкосопочної рівнини з ковильно-різнотравним степом на південних чорноземах.
Баймацький район, знаходячись за Уральськими горами, випробовує дію континентального повітря азійського материка. Клімат посушливий, з малосніжною зимою. Мережа гідрографії представлена річками Сакмара, Таналик, Велика Уртазимка (з невеликими притоками) і озер Талкас, Культубан. Великі площі остепнени. Лісами зайнято 126,4 тис. га (24,4% загальній площі району) із запасами деревини 18,8 млн м³ (з них 3,4 млн м³ хвойних порід).

## Населення
Населення району становить 55770 осіб (2019, 58572 у 2010, 62822 у 2002).
Переважають башкири (82,7%) і росіяни;

## Історія
Баймацький район був утворений 20 серпня 1930 року.
У 30-х роках XIX століття тут стали розроблятися золотоносні родовища у верхів'ях річки Худолаз. Здобич золота розширювалася за рахунок освоєння нових родовищ розсипного і рудного золота, витягання золота з мідноколчеданих руд. Частка здобутого Таналик-Баймацьким гірським округом золота досягла в 1923 році 40% від загальноуральської.

## Економіка
Розробкою мідноколчеданих руд займається Башкирський мідно-сірчаний комбінат, золота — Тубінська копальня, старательські артілі «Зауральська» і «Туба», державні виробничі підприємства «Башзолото». На Худолазькому родовищі здобувається вапняк, йде для випалення на вапно, вивозиться в інші регіони.
Інші галузі промисловості району представлені лісозаготівлею (Темясовський і Баймацький ліспромгоспи), виробництвом будівельних матеріалів (Темясовський міжгосподарський цегляний завод), металообробкою (Тубінський завод замочно-залізних виробів) і легкою промисловістю (Тубінська швейна фабрика, Центр народних промислів Баймак).
Баймацький район — крупний виробник сільськогосподарської продукції. Площа сільськогосподарських угідь становить 331,3 тис. га (1-е місце в Башкирії), зокрема рілля — 164, 1 тис. га, сінокосів — 44,0 тис. га (2-е місце після Бєлорєцького району), пасовищ — 123,0 тис. га (1-е місце). Є 19 сільськогосподарських підприємств, зокрема 10 колгоспів, 4 радгоспи, 3 АКГ і 63 фермерських господарства, Баймацьке дослідно-виробниче господарство Башкирського науково-дослідного інституту землеробства і селекції польових культур. Спеціалізація району скотарсько-зернова з розвиненим вівчарством.

## Адміністративно-територіальний поділ
На території району утворено міське та 22 сільських поселень, які називаються сільськими радами:
| Поселення                      | Площа, км² | Населення, осіб (2002) | Населення, осіб (2010) | Населення, осіб (2019) | Центр             | Населені пункти |
| ------------------------------ | ---------- | ---------------------- | ---------------------- | ---------------------- | ----------------- | --------------- |
| Баймацьке міське поселення     | 138,78     | 17223                  | 17710                  | 17254                  | Баймак            | 1               |
| Абдулкарімовська сільська рада | 107,10     | 927                    | 817                    | 764                    | Абдулкарімово     | 3               |
| Акмурунська сільська рада      | 409,81     | 3207                   | 3000                   | 2893                   | Акмурун           | 5               |
| Бекешевська сільська рада      | 129,17     | 1769                   | 1644                   | 1394                   | Бекешево          | 2               |
| Біляловська сільська рада      | 227,52     | 1972                   | 1852                   | 1675                   | Білялово          | 5               |
| Зілаїрська сільська рада       | 486,14     | 4836                   | 3833                   | 3216                   | Ургаза            | 7               |
| Іткуловська 1-а сільська рада  | 318,69     | 1653                   | 1416                   | 1299                   | 1-е Іткулово      | 3               |
| Ішбердинська сільська рада     | 324,36     | 1279                   | 1153                   | 1046                   | Ішберда           | 4               |
| Ішмурзинська сільська рада     | 185,53     | 1250                   | 1060                   | 1014                   | Ішмурзино         | 2               |
| Ішмухаметовська сільська рада  | 358,01     | 1308                   | 1166                   | 1095                   | Ішмухаметово      | 4               |
| Кульчуровська сільська рада    | 96,40      | 1834                   | 1681                   | 1670                   | Кульчурово        | 4               |
| Кусеєвська сільська рада       | 210,97     | 1055                   | 934                    | 853                    | Кусеєво           | 4               |
| Мерясовська сільська рада      | 98,62      | 833                    | 739                    | 722                    | Мерясово          | 2               |
| Мукасовська сільська рада      | 413,51     | 2631                   | 2452                   | 2214                   | 1-е Туркменево    | 8               |
| Нігаматовська сільська рада    | 228,73     | 3217                   | 2867                   | 2958                   | Нігаматово        | 6               |
| Семеновська сільська рада      | 84,45      | 459                    | 359                    | 342                    | Семеновське       | 2               |
| Сібайська сільська рада        | 335,54     | 2588                   | 3159                   | 3232                   | Старий Сібай      | 3               |
| Тавликаєвська сільська рада    | 116,04     | 1960                   | 1838                   | 1774                   | Верхньотавликаєво | 4               |
| Татлибаєвська сільська рада    | 313,35     | 1418                   | 1429                   | 1338                   | Татлибаєво        | 7               |
| Тем'ясовська сільська рада     | 687,31     | 5797                   | 5690                   | 5454                   | Тем'ясово         | 9               |
| Тубінська сільська рада        | 95,41      | 1385                   | 1228                   | 1169                   | Тубінський        | 1               |
| Юмашевська сільська рада       | 181,44     | 1688                   | 1480                   | 1369                   | Юмашево           | 3               |
| Яратовська сільська рада       | 83,67      | 1148                   | 1065                   | 1025                   | Яратово           | 3               |

## Найбільші населені пункти
| №  | Населений пункт | Населення, осіб (2002) | Населення, осіб (2010) |
| -- | --------------- | ---------------------- | ---------------------- |
| 1  | Баймак          | 17 223                 | 17 710                 |
| 2  | Тем'ясово       | 3 517                  | 3 529                  |
| 3  | Старий Сібай    | 2 209                  | 2 746                  |
| 4  | Ургаза          | 2 902                  | 2 257                  |
| 5  | Акмурун         | 1 549                  | 1 430                  |
| 6  | Тубінський      | 1 385                  | 1 228                  |
| 7  | 1-е Туркменево  | 1 190                  | 1 043                  |
| 8  | Юмашево         | 1 136                  | 1 006                  |
| 9  | Куянтаєво       | 994                    | 933                    |
| 10 | 1-е Іткулово    | 1 071                  | 926                    |

## Транспорт
Територію району перетинають автомобільні дороги Іра—Зілаїр—Сібай—Магнітогорськ і Ак'яр—Сібай—Аскарово—Серменево. Важливу роль в зовнішніх зв'язках району грають залізнична станція і довколишній аеропорт в Сібаї. Для місцевого сполучення велике значення мають автодороги Баймак—Кананікольське, Баймак—Темясово, Баймак—Абдулкарімово.

## Освіта, культура і соціальна сфера
У районі є 75 загальноосвітніх шкіл, зокрема 40 середніх і 2 ліцеї; сільськогосподарський технікум на базі Зілаїрського радгоспу, 41 масова бібліотека, 75 клубних установ, історичний-краєзнавчі музеї в Баймакі і селі Темясово, «Музей цілини» в Зілаїрському радгоспі (село Яковлевка), центральна районна і 8 дільничних лікарень, санаторій «Талкас» на однойменному озері, турбаза «Графське озеро». Видаються дві районні газети: «Баймакский вестник» російською і «Һaҡмар» башкирською мовами.